# Jiangxi
Jiangxi (uitspraakⓘ) is een provincie in het zuiden van China met als hoofdstad Nanchang. Met zijn ongeveer 42 miljoen inwoners is Jiangxi de 13e provincie naar inwonertal. Ze ligt tussen de Jangtsekiang in het noordwesten en bergachtig gebied in het zuiden. Jiangxi betekent letterlijk "ten westen van de Jangtsekiang".
In Jiangxi ligt een belangrijke noord-zuid transportroute in de vallei van de Gan Rivier. Dit was een van de weinige gemakkelijke transportroutes door de bergen van de noordelijke Jangtsekiangvlakte naar de provincie Guangdong in het zuiden.
Het Nationaal park Lushan behoort sinds 1996 tot het UNESCO-werelderfgoed. De Donglintempel van Lu Shan is een boeddhistische tempel op de berg Lushan.
Jiangxi was een van de vroegste bases voor de communistische heersers (de Jiangxi Sovjet). Veel mensen werden hier gerekruteerd.
In deze provincie bevindt zich onder andere de stad Jingdezhen, wereldberoemd om zijn porselein.

## Bestuurlijke indeling
De bestuurlijke indeling van Jiangxi ziet er als volgt uit:
|                  |            |          |                |  |  |  |  |
| Nr.              | Naam       | Hanzi    | Hanyu Pinyin   |  |  |  |  |
| Stadsprefecturen |            |          |                |  |  |  |  |
| 1                | Nanchang   | 南昌市   | Nánchāng Shì   |  |  |  |  |
| 2                | Fuzhou     | 抚州市   | Fǔzhōu Shì     |  |  |  |  |
| 3                | Ganzhou    | 赣州市   | Gànzhōu Shì    |  |  |  |  |
| 4                | Ji'an      | 吉安市   | Jí'ān Shì      |  |  |  |  |
| 5                | Jingdezhen | 景德镇市 | Jǐngdézhèn Shì |  |  |  |  |
| 6                | Jiujiang   | 九江市   | Jiǔjiāng Shì   |  |  |  |  |
| 7                | Pingxiang  | 萍乡市   | Píngxiāng Shì  |  |  |  |  |
| 8                | Shangrao   | 上饶市   | Shàngráo Shì   |  |  |  |  |
| 9                | Xinyu      | 新余市   | Xīnyú Shì      |  |  |  |  |
| 10               | Yichun     | 宜春市   | Yíchūn Shì     |  |  |  |  |
| 11               | Yingtan    | 鹰潭市   | Yīngtán Shì    |  |  |  |  |

## Geboren
- Taylor Wang (1940), Chinees-Amerikaans astronaut
- Liu Hong (1987), snelwandelaarster